# (7931) Kristianpedersen
(7931) Kristianpedersen – planetoida z pasa głównego asteroid okrążająca Słońce w ciągu 3 lat i 288 dni w średniej odległości 2,43 j.a. Została odkryta 13 marca 1988 roku w Obserwatorium Brorfelde przez Poula Jensena. Nazwa planetoidy pochodzi od Kristiana Pedersena (ur. 1966), duńskiego astrofizyka. Przed nadaniem nazwy planetoida nosiła oznaczenie tymczasowe (7931) 1988 EB1.